# Nuits de princes (film, 1938)
Pour les articles homonymes, voir Nuits de princes.
Pour plus de détails, voir Fiche technique et Distribution.
Nuits de princes est un film français réalisé par Vladimir Strijevski, sorti en 1938.
Il a fait l'objet d'une version allemande sous le titre Ab Mitternacht.

## Synopsis
Dans le milieu des émigrés russes à Paris, une séduisante jeune femme est partagée entre son mari, son amant et les sentiments pour un nouvel arrivant.

## Fiche technique
- Réalisation : Vladimir Strijevsky[2]
- Scénario : Iossif Ermoliev d'après le roman de Joseph Kessel Nuits de prince
- Musique : Michel Michelet
- Photographie : Fédote Bourgasoff
- Pays de production :  France
- Format :  Noir et blanc - 1,37:1 - 35 mm - son mono Films sonores Tobis[réf. souhaitée]
- Genre :  Drame
- Durée : 92 minutes
- Date de sortie : 
  - France - 27 janvier 1938
- Affiches : Jacques Bonneaud, René Péron (France)

## Distribution
- Käthe von Nagy : Hélène
- Marina Koshetz[3] : Marina
- Jean Murat : Forestier
- Fernand Fabre : Fédor
- Pauline Carton : Mademoiselle Mesureux
- Ernest Ferny
- Nicolas Koline
- Milly Mathis
- Pierre Alcover : Rizine
- René Lefèvre : Wassili Wronsky
- Pierre Larquey : Chouvaloff